# Rebecca Åkers
Erica Rebecca Åkers, född 30 september 1994 i Vasa, är en finlandssvensk politiker (socialdemokrat). Åkers är ordförande för Finlands svenska unga socialdemokrater, Sosialidemokraattiset nuorets svenska distrikt, år 2015-2019. Hon efterträdde Jacob Storbjörk på den posten. Åkers var även ordförande för Ungdom mot rasism i Finland år 2014-2015.

## Biografi
Rebecca Åkers är uppvuxen i Korsholm i Österbotten som det mellersta av fem syskon.  Hon är aktiv i Korsholms kommunalpolitik som första ersättare i kommunfullmäktige 2017-2021 och ordinarie medlem i byggnadsnämnden 2017-2021 . Åkers har en politices kandidatexamen i folkrätt från Åbo Akademi och studerar till ekonomie magister vid Svenska handelshögskolan (Hanken). År 2018 blev hon utnämnd till en av Hankens 10 bästa magisterelever .
Åkers är suppleant i förbundsstyrelsen för Sosialidemokraattiset nuoret år 2018-2020, och hon sitter även i Svenska Finlands folktings Utbildningsutskott. Hon kandiderar i riksdagsvalet 2019 i Vasa valkrets.
Rebecca Åkers är inriktad på människorättsfrågor, och har varit aktiv i Amnesty Internationals lokalförening i Vasa, Tahdon 2013 kampanjen och var med och grundade föreningen Ungdom mot rasism i Finland år 2014. År 2014-2015 fungerade hon även som föreningens ordförande.